# تلمبه اکبری
تلمبه اکبری یک منطقهٔ مسکونی در ایران است که در دهستان پشت رود واقع شده‌است. تلمبه اکبری ۳۱ نفر جمعیت دارد.